# 勒佩勒捷站
勒佩勒捷站（法語：Le Peletier）是巴黎地鐵的一個車站，得名于纪念巴黎商人教务长路易·勒佩勒捷·德·莫尔特方丹的勒佩勒捷路。勒佩勒捷站位於巴黎9區，是巴黎地鐵7號線的車站。勒佩勒捷站距離巴黎地鐵12號線的洛雷特聖母院站非常近，但兩者之間不能直接乘坐地鐵換乘。

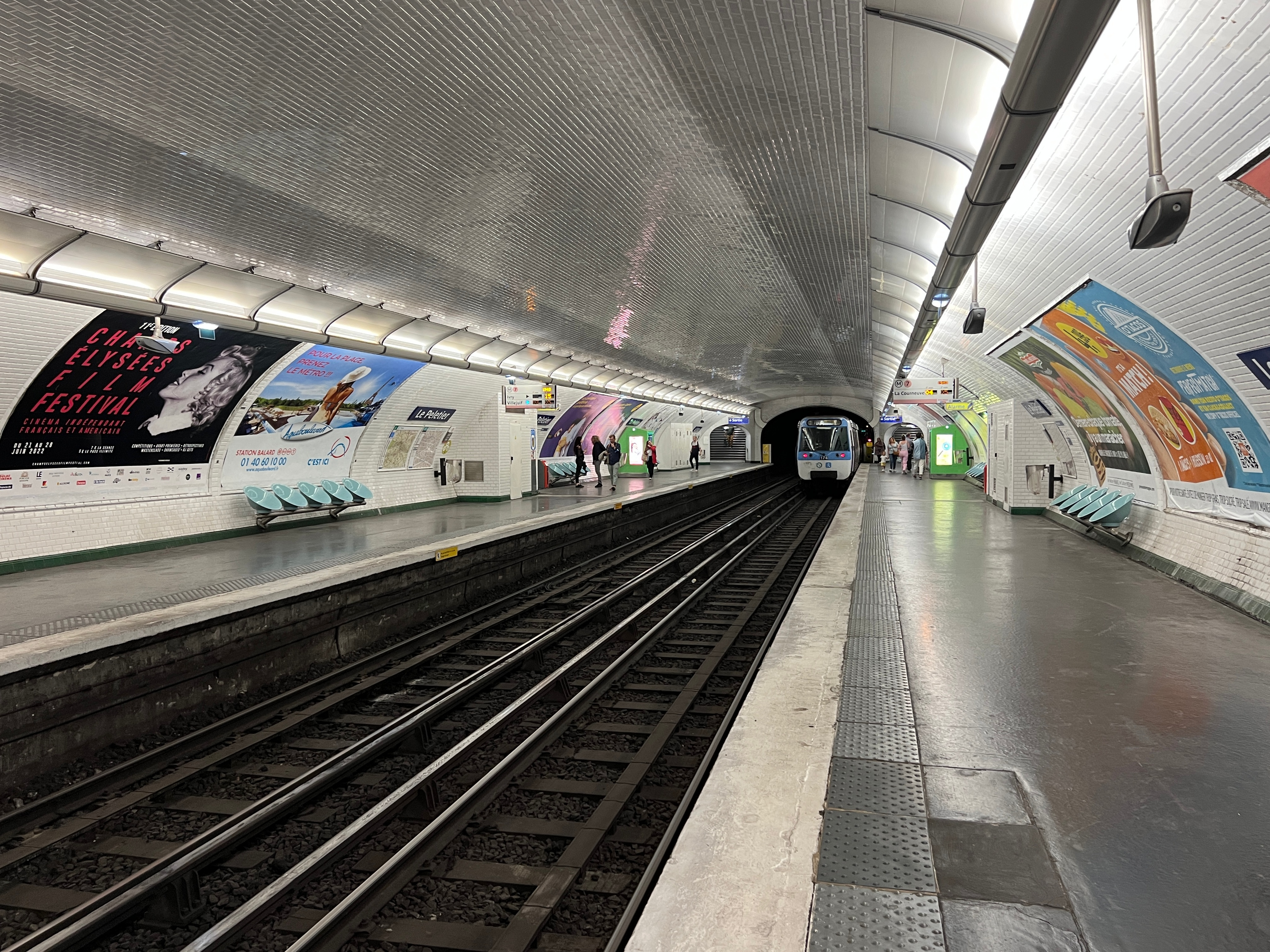
月台（2022年6月）

## 車站結構
| 街道      |                    |                                                        |
| B1        | 連接層             |                                                        |
| 7號線月台 | 側式月台，右側開門 | 側式月台，右側開門                                     |
| 7號線月台 | 南行               | 往猶太城-路易·阿拉貢/伊夫里市政府（绍塞当坦-拉法耶特） |
| 7號線月台 | 北行               | 往拉库尔讷沃-1945年5月8日（青年）                      |
| 7號線月台 | 側式月台，右側開門 |                                                        |